# Bobby Coleman
Robert Moorhouse Coleman III, conhecido artisticamente como Bobby Coleman (Los Angeles, 5 de maio de 1997) é um ator norte-americano mais conhecido por atuar nos filmes A Martian Child e The Last Song.

## Vida
Coleman nasceu em Los Angeles, Califórnia, filho de Doris Berg e Robert Moorhouse Coleman, Jr. Ele é o irmão mais novo da atriz Holliston Coleman.
Ele interessou-se em atuar depois de assistir sua irmã mais velha nas séries "Touched by an Ange" e "ER". Aos cinco anos de idade ele já estava em comerciais, e desde então tem aparecido em vários filmes e produções televisivas.

## Filmografia
| Ano  | Título                                                  | Papel                      | Nota                                                                       |
| ---- | ------------------------------------------------------- | -------------------------- | -------------------------------------------------------------------------- |
| 2003 | Dragnet                                                 | Filho de O'Malley          | "Daddy's Girl"                                                             |
| 2005 | Medium                                                  | Garoto com 7 anos          | Episódio: "A Priest, a Doctor and a Medium Walk Into an Execution Chamber" |
| 2005 | JAG                                                     | Donovan Pardee             | "Two Towns"                                                                |
| 2005 | Must Love Dogs                                          | Austin Conner              |                                                                            |
| 2005 | Surface                                                 | Jesse Daughtery            | 7 episódios                                                                |
| 2006 | Friends with Money                                      | Marcus                     |                                                                            |
| 2006 | Glass House: The Good Mother                            | Ethan Snow                 |                                                                            |
| 2007 | Take                                                    | Jesse Nichols              |                                                                            |
| 2007 | Martian Child                                           | Dennis / The Martian Child |                                                                            |
| 2008 | Family Man                                              | Mack Becker                | Telessérie (piloto)                                                        |
| 2008 | In Plain Sight                                          | Lonny McRoy / Leo Billups  | "Hoosier Daddy"                                                            |
| 2008 | Proving Ground: From the Adventures of Captain Redlocks | Noah Stephenson            |                                                                            |
| 2009 | Knight Rider                                            | Danny Clark                | "Fly by Knight"                                                            |
| 2009 | Post Grad                                               | Hunter Malby               |                                                                            |
| 2010 | Snowmen                                                 | Billy Kirkfield            |                                                                            |
| 2010 | The Last Song                                           | Jonah Miller               |                                                                            |
| 2010 | Private Practice                                        | Oliver                     | "Second Choices"(Temporada 3)                                              |
| 2011 | R.L. Stine's The Haunting Hour                          | Jeffrey / Norman           | "The Walls" como Jeffery "Swarmin' Norman'" como Norman                    |
| 2013 | Robosapien: Rebooted                                    | Henry Keller               |                                                                            |

## Prêmio
- 2008 Young Artist Award - melhor performance em filme - Jovem ator de 10 ou mais anos de idade para "Martian Child" — Indicado